# إدواردو أوروزكو
إدواردو أوروزكو (بالإسبانية: Eduardo Orozco) هو ممثل فنزويلي، ولد في 12 مارس 1980 بكاراكاس في فنزويلا.

## وصلات خارجية
- إدواردو أوروزكو على موقع IMDb (الإنجليزية)
- إدواردو أوروزكو على موقع كينوبويسك (الروسية)